# Seray Kaya
Seray Kaya (Istanbul, 4 febbraio 1991) è un'attrice turca.

## Biografia
Nata nel 1991 a Istanbul (Turchia), Seray Kaya proviene da una famiglia originaria di Samsun da parte di madre, che è di etnia circassa, e di Giresun da parte di padre, che è venuto a mancare nel 2019 a causa della leucemia. Durante gli anni del liceo ha continuato la sua formazione come truccatrice e in seguito si è iscritta presso il centro culturale Sadri Alışık, dove ha studiato recitazione.
Nel 2012 ha iniziato la sua carriera di attrice dopo aver ottenuto il ruolo di Rezzan nella serie Huzur Sokağı. Nel 2014 e nel 2015 ha ricoperto il ruolo di Miray nella serie Kocamın Ailesi. Nel 2016 e nel 2017 ha vestito i panni della protagonista Gül nella serie Gülümse Yeter. Dal 2017 al 2020 ha fatto parte del cast della serie La forza di una donna (Kadın), in cui ha vestito i panni di Şirin Sarıkadı.
Nel 2019 ha fatto il suo debutto cinematografico con il ruolo di Maria nel film Türkler Geliyor: Adaletin Kılıcı. Nel 2020 e nel 2021 è entrata a far parte del cast della serie storica Kuruluş Osman, in cui ha data vita al personaggio di Lena Hatun. Nel 2021 e nel 2022 ha ricoperto il ruolo di Cemre Uysal nella serie Mahkum, seguita nel 2022 e nel 2023 dal ruolo di Elif Kara nella serie Bir Küçük Gün Işığı. Nel 2024 ha preso parte al cast della serie Kopuk, nel ruolo di Mujde.

## Filmografia

### Cinema
- Türkler Geliyor: Adaletin Kılıcı, regia di Kamil Aydın (2019)

### Televisione
- Huzur Sokağı – serie TV, 2 episodi (ATV, 2012)
- Kocamın Ailesi – serie TV, 20 episodi (Fox, 2014-2015)
- Gülümse Yeter – serie TV, 24 episodi (Show TV, 2016-2017)
- La forza di una donna (Kadın) – serie TV, 81 episodi (Fox, 2017-2020)
- Kuruluş Osman – serie TV, 29 episodi (ATV, 2020-2021)
- Mahkum – serie TV, 17 episodi (Fox, 2021-2022)
- Bir Küçük Gün Işığı – serie TV, 36 episodi (ATV, 2022-2023)
- Kopuk – serie TV, 5 episodi (Fox/Now, 2024)

## Doppiatrici italiane
Nelle versioni in italiano dei suoi film e delle sue serie TV, Seray Kaya è stata doppiata da:
- Letizia Ciampa[20] ne La forza di una donna[21]

## Riconoscimenti
- Turkey Youth Awards
  - 2023: Candidata come Miglior attrice non protagonista per la serie Bir Küçük Gün Işığı